# Bootshaak

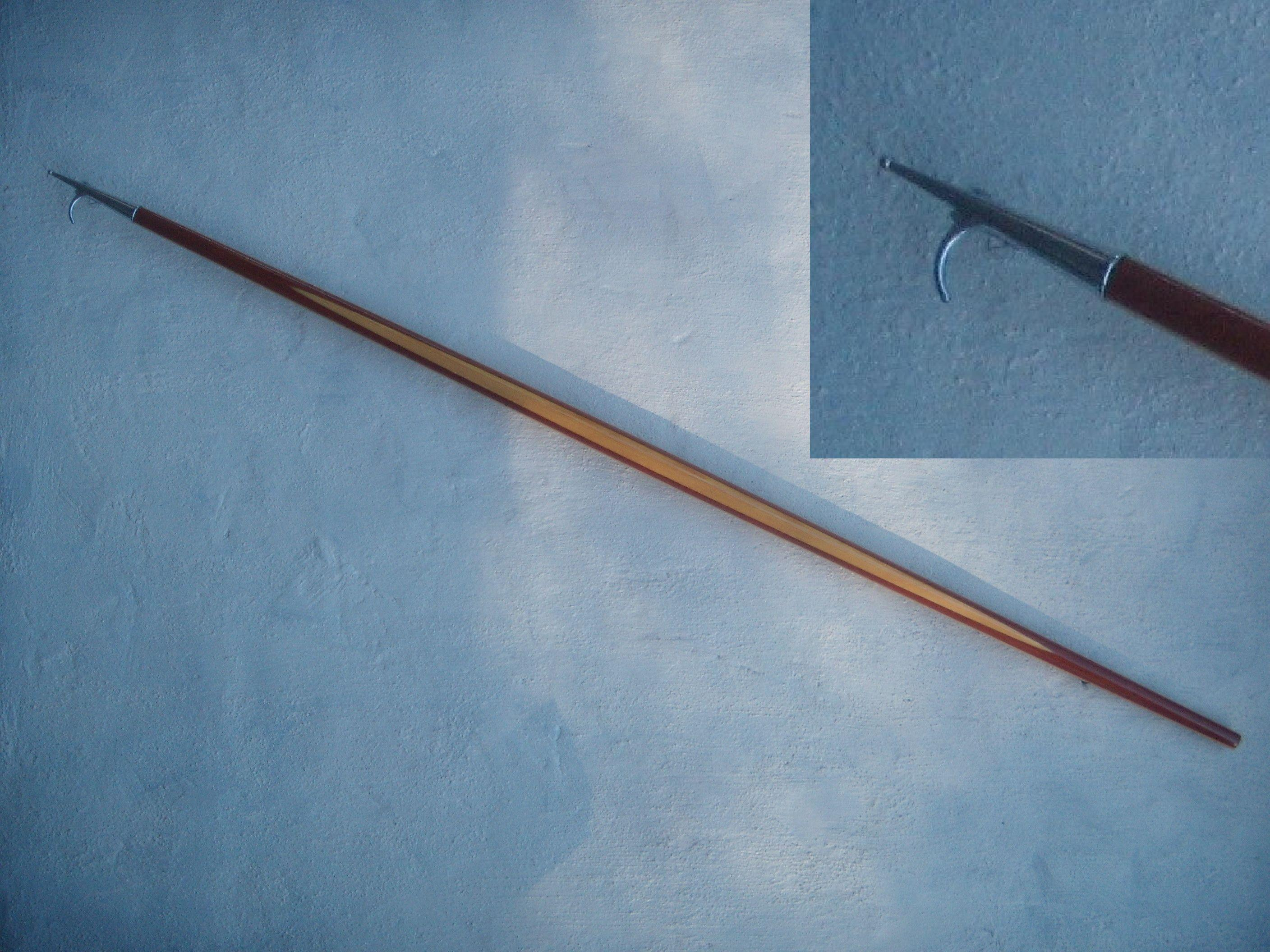
Bootshaak

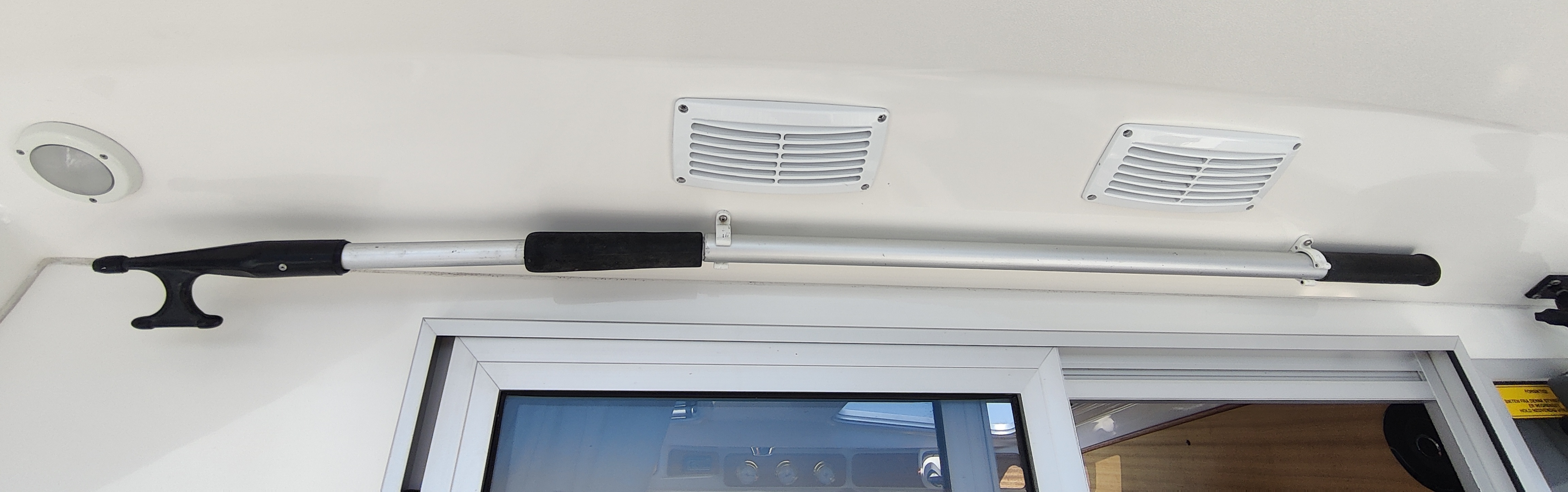
Bootshaak in de pleziervaart.

Een bootshaak of pikhaak heeft een steel van hout, (versterkte) kunststof of metaal met haken aan de bovenzijde.
Met een bootshaak kan men zaken dichterbij halen (zoals andere boten) of afduwen en heeft een lengte van een paar meter. Voor de pleziervaart ook wel in uitschuifbare uitvoering.